# 高山栒子
高山栒子（学名：[Cotoneaster subadpressus] 错误：{{Lang}}：文本有斜体标记（帮助））是蔷薇科栒子属的植物，为中国的特有植物。分布在中国大陆的四川、云南等地，生长于海拔3,000米至3,500米的地区，多生在高山石坡上以及冷杉林下，目前已由人工引种栽培。